# Паромашинна станция за Сансуси
Паромашинната станция за Сансуси – наричана още „помпена станция“ или „джамия“ (на немски: Dampfmaschinenhaus für Sanssouci) – се намира в гр. Потсдам (Германия), на брега на нойщедския залив на река Хафел. Създадена е по желание на крал Фридрих Вилхелм IV между 1841 и 1843 г. под ръководството на Лудвиг Персиус, за да задейства Големия фонтан пред двореца Сансуси. Тя е една от историческите забележителности на инженерното строителство изкуство в Германия и е значителен пример за ориенталска архитектура.

## История
Още през 18-ти век крал Фридрих Велики се нуждае от много вода за своите планирани фонтани, пещерата на Нептун и (незапазената) мраморната колонада в парка Сансуси. Водоскоците са важен елемент в бароковата ландшафтна архитектура. Планът е предвиждал да се изпомпва вода от река Хавел с помощта на ветрени помпи и да се отвежда до хълма Руиненберг, където е било изградено водно корито. От хълма водата е трябвало да се отпуска надолу към парка чрез система от тръби, направени от издълбани стволове на дървета. Поради налягането на стичащата се вода от високо, фонтаните е трябвало да се накарат да пръскат. Въпреки че Фридрих инвестира много пари в проекта, той е неуспешен, главно поради техническото невежество на строителите. След безкрайни усилия и огромно използване на материали, желанието на краля за водоскоци е окончателно потулено през 1780 г.
60 години по-късно техническите възможности са узрели. Станцията е оборудвана с двуцилиндрова парна машина на марката Borsigwerke, произведена през 1842 г. За работата на машината са били необходими 4 тона каменни въглища на ден, от които с коефициент на полезно действие от 3 % са се произвеждали 82 конски сили (60 kW); въглищата били доставяни от силезийски мини през река Хафел. Получената по този начин енергия е използвана за снабдяването на водния резервоар на хълма Руиненберг с водата извлечена от р. Хафел чрез една 1,8 километра дълга тръба под налягане. По този начин са били захранвани фонтаните в парка Сансуси и площите на дворцовите градини. Големият фонтан в подножието на терасите на двореца Сансуси достига височина от 38 метра, технически рекорд за него време. Парната машина била най-мощната по рода си в Германия. Оригиналната парна машина е бракувана след 50 години надеждна работа и е заменена през 1895 г. от нова, по-мощна парна машина със 160 конски сили (118 kW). От 1937 г. насам на нейно място се появяват две електрически центробежни помпи, които от 1992 г. насам се управляват от микропроцесори. Днес, освен дворцовите паркове, също така Потсдамската ботаническа градина, която е произлязла от някогашен разсадник край двореца, продължават да се захранват с вода от р. Хафел спускаща се от резервоара на хълма Руиненберг.
През септември 1985 г. станцията на парната машина е отворена за обществеността като музей и технически паметник. Оригиналната парна машина, която е запазена, се задвижва от електродвигател през работното време. През 2007 г. помпената станция е номинирана за наградата като историческа забележителност на инженерното строително изкуство в Германия.

## Архитектура
Станцията е изградена по желание на краля „във вид на турски джамии с минаре като комин“. Въпреки че включването на чужди архитектурни стилове е било доста често срещано явление по това време, това е единствената сграда от този тип в Потсдам. Както интериорът, така и екстериорът на „Джамията в Потсдам“ се основава на стил от мавританска архитектура, който Лудвиг Персиус описва като повлиян от мавритански късен класицизъм. Станцията, която сама по себе си е функционален строеж, вероятно дължи изискания си вид на централното ѝ местоположение на брега на р. Хафел. По това време сградата на парната машина се виждала от терасата на кралската градина в Сансуси.

## Снимки
Външни изгледи
- Изглед от птичи поглед, помещението на парната машина на преден план, 1983 г.
- Въздушна снимка, 1982 г.
- Изглед от р. Хавел, 2007 г.
- Изглед от ул. Breite Straße, 2017 г.

Вътрешни гледки
- Вътрешен изглед, 1990 г.
- Вътрешен изглед, 1990 г.
- Вътрешен изглед, 1990 г.
- Вътрешен изглед, 2016 г.
- Вътрешен изглед, 2016 г.

## Подобни съоръжения
Помпени станции са били създадени и за другите паркове в Потсдам. Всички те обаче могат да бъдат причислени към стила на норманската архитектура без изключение:
- Помещение на парната машина в парка Бабелсберг – построено приблизително по същото време.
- Помещение за придворния градинар и машината в парка на Клайн-Глинике – няколко години по-старо; машинната постройка не е самостоятелна, а пристройка към водна кула.
- Машинна или помпена станция като продължение на стопанството в Новата градина – построено около 20 години по-късно.